# Jeffrey Harborne
Jeffrey Barry Harborne (ur. 1 września 1928 w Westbury-on-Trym, obecnie Bristol, zm. 21 lipca 2002) – brytyjski chemik organik, specjalista w zakresie fitochemii i chemotaksonomii, znany przede wszystkim z badań funkcji metabolitów wtórnych (flawonoidy i inne roślinne polifenole) w oddziaływaniach międzygatunkowych, pionier ekologii biochemicznej, profesor botaniki na Uniwersytecie w Reading, członek Royal Society (FRS 1995).

## Życiorys

### Dzieciństwo i młodość
1928–1940
Ojciec Jeffreya, Frank Harborn, był menedżerem w handlowej firmie obuwniczej (synem wiejskiego nauczyciela, organisty i dyrygenta chóru w Long Newnton). Stryj, Ralph Harborne, skończył studia chemiczne na Uniwersytecie w Bristolu (prowadził w Northwood zakład chemiczny). Matka, Phyllis Maud Harborne (z domu Sherriff), była córką przemysłowca, Edgara Sherriffa, producenta bielizny damskiej w Fishpondsie (Bristol).
Jeffrey Barry Harborne spędził pierwsze 12 lat życia w rodzinnym domu koło Filtonu, wraz z rodzicami, trzema braćmi i wieloma przyjaciółmi ze szkoły, mieszczącej się w pobliżu. Po latach wspominał rodzinne wakacje w nadmorskich miejscowościach Devon lub Dorset, spacery i pływanie z matką, lektury utworów Thomasa Hardy'ego i Johna Masefielda z ojcem. 
1940–1945

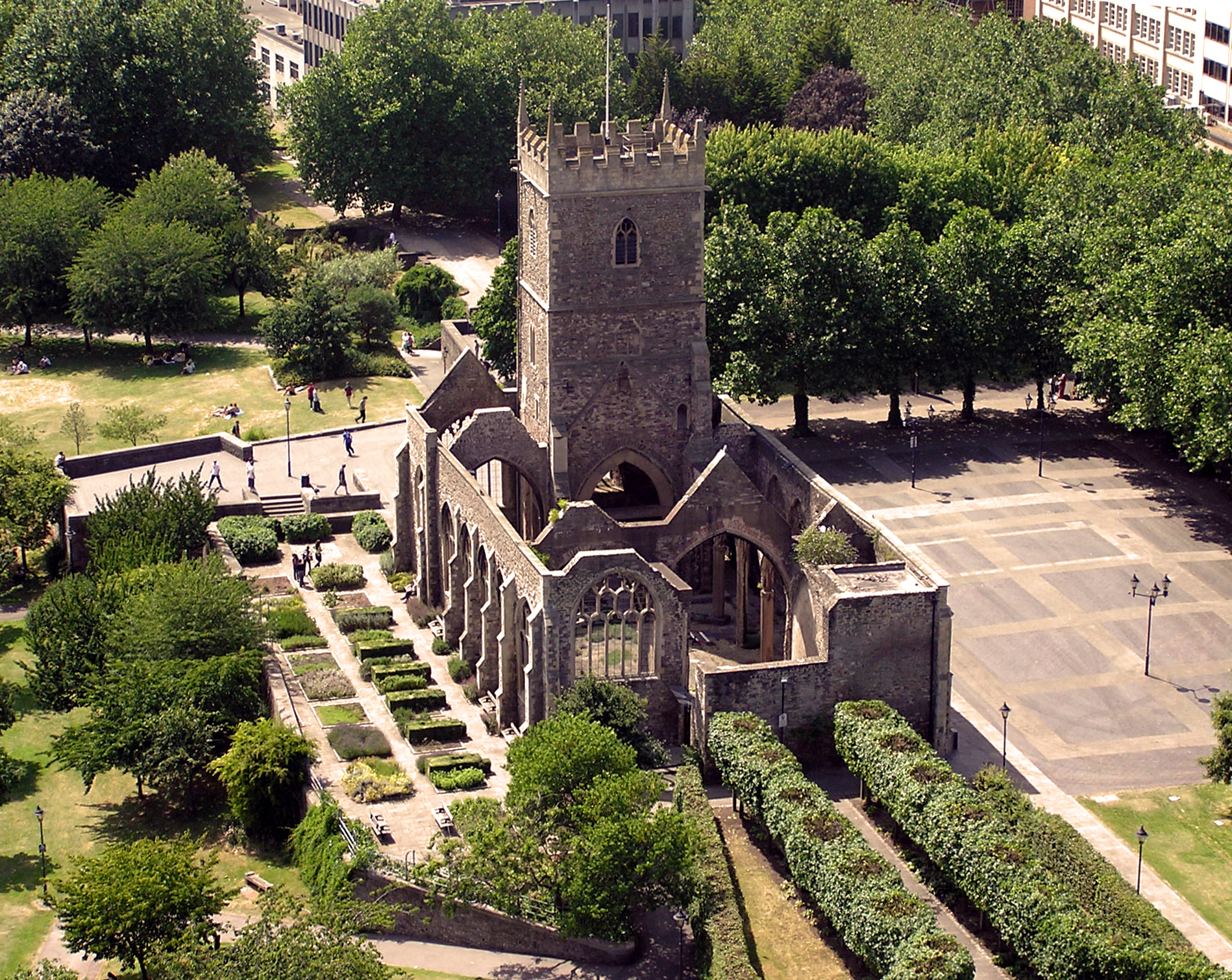
Ruiny St Peter's Church w Bristolu, zniszczonego w czasie operacji „Blitz”

Sytuację zmieniło rozpoczęcie w roku 1940 bitwy o Anglię, walk Luftwaffe z brytyjskim RAF-em w czasie II wojny światowej (operacja „Blitz”), w tym nalotów bombowych na lotnisko i Bristol Aeroplane Company w Filton (wrzesień 1940). Jeffrey został ewakuowany do Gloucestershire, na wieś (kolejno Eastington i Frampton on Severn). Uczęszczał do Marling School w pobliżu Stroud. Po dwóch latach został przyjęty do Wycliffe College, szkoły przeniesionej ze swojej siedziby w Stonehouse – zamienionej na czas wojny w ośrodek opracowywania prognoz pogody Air Ministry –  do St David’s Theological College w Lampeter (zachodnia Walia). W szkole przywiązywano dużą wagę do życia religijnego – Jeffrey został do końca życia aktywnym członkiem Kościoła Anglii. Poza nauką w szkole, uczestniczył w skautingu, wycieczkach wokół Lampeter i zajęciach Air Training Corps, w czasie których latał na Tiger Moth i bombowcu Avro Lancaster. 

1946–1953
W roku szkolnym 1945/1946 Wycliffe College ponownie działał w Stonehouse, we własnej siedzibie. Jeffrey Harborne ukończył szkołę w tymże roku. Miała ona profil artystyczny, jednak na końcowym świadectwie wymieniono fizykę, matematykę, chemię i geografię (chemii uczył były pracownik badawczego laboratorium Boots UK w Nottingham). Otrzymując Open Entrance Scholarship do Bristol University na studia w zakresie architektury lub chemii, Harborne wybrał kierunek chemia, a na trzecim roku studiów – specjalność „biologia chemiczna”. Jego mistrzem został Wilson Baker, profesor chemii organicznej, współpracownik Roberta Robinsona (laureata Nagrody Nobla w dziedzinie chemii w roku 1947 za badania nad alkaloidami), który obudził w nim zainteresowania biologicznymi aspektami chemii (w tym roślinnymi fenolami). Brał czynny udział w akademickim życiu sportowym i artystycznym (grał na klarnecie w uniwersyteckiej orkiestrze). 
Po ukończeniu studiów Jeffrey Harborn został przyjęty na trzyletnie studia podyplomowe (otrzymał stypendium uczelniane). Pracował pod naukową opieką W. Bakera i W.D. Ollisa (FRS 1972), a następnie kontynuował badania zajmując stanowisko asystenta wykładowcy. W lipcu 1953 roku otrzymał stopień doktora w dziedzinie chemii.

### Praca zawodowa
W latach 1953–1955, zachęcony przez Bakera, odbył staż podoktorancki na Uniwersytecie Kalifornijskim w Los Angeles u Theodora Geissmana – chemika organika, autorytetu w zakresie biochemii flawonoidów i innych roślinnych metabolitów wtórnych. 
Po powrocie do Anglii pracował w:
- 1955–1965 – sekcji Potato Genetics w John Innes Research Institute[5] w Bayfordbury, Hertfordshire[6],
- 1965–1968 – University of Liverpool, Department of Botany (projekt badawczy Umbelliferae, finansowany przez Science Research Council)[7],
- 1968–1993 – Reading University (od 1993 prof.em.).

## Zakres badań
W całym okresie pracy zawodowej J. Harborn wykonywał badania na pograniczu chemii i biologii, zmierzające do poznania związków chemicznych istotnych z punktu widzenia ekologii (ekologia biochemiczna), a przede wszystkim „ekologii fitochemicznej” (zob. fitochemia), w tym interakcji między roślinami kwiatowymi i owadami. Jego inspiracją były prace Wilsona Bakera i artykuły Gottfrieda Fraenkla (The raison d'être of secondary plant substances, 1959) oraz Paula R. Ehrlicha i Petera H. Ravena (Butterflies and plants: a study in coevolution, 1964). Utrzymywał naukowe kontakty ze środowiskiem zainteresowanych ekologią biologów – botaników i zoologów. Uzyskiwał zachęty i wsparcie Miriam Rothschild (1908–2005, FRS, DBE), autorką ponad 350 prac naukowych z dziedziny entomologii, m.in. prezentujących wyniki jej pionierskich badań owadów aposematycznych.
Badania prowadzone w czasie przygotowywania pracy doktorskiej na University of Bristol (zaprezentowane w kilkunastu publikacjach naukowych) dotyczyły m.in. problemów biosyntezy izoflawonoidów soi. Harborne identyfikował również inne roślinne metabolity wtórne, na przykład aminy alifatyczne (wspólnie z W. Bakerem i W.D. Ollisem).
W czasie pobytu w Kalifornii badał, pod kierownictwem  T. Geissmana, odkryty przez niego żółty barwnik aurone – 2-benzylideno-1-benzofuran-3-one (odpowiedzialny m.in. za barwę kwiatów nachyłka, Coreopsis L., astrowate). Analizował przyczyny występowania albinizmu w rodzaju wyżlin (Antirrhinum), wydedukował istnienie bloku genetycznego na szlaku metabolicznym syntezy flawonoidów.
W Kalifornii prowadził również terenowe obserwacje botaniczne, szkoląc się w taksonomii roślin (m.in. na pustyni Mojave). 
Po powrocie do Anglii kontynuował badania w John Innes Research Institute w Bayfordbury, stosując opanowane w Kalifornii nowe techniki badawcze (chromatografia bibułowa, spektroskopia UV-VIS). Uczestniczył w realizacji programu Potato Genetics, m.in. identyfikując grupy cukrowe w cząsteczkach nowo odkrytych antocyjanów ziemniaka (w tym di- i trisacharydów). Wyjaśnił genetyczne mechanizmy biosyntezy kilku nowych antocyjanidyn. Rozpoczął również prace ukierunkowane na zastosowania flawonoidów jako markerów taksonomicznych. Badania te kontynuował w University of Liverpool, w ramach projektu Umbelliferae, a następnie w Reading University. Poza chemotaksonomią i badaniami flawonoidów w zakres zainteresowań J. Harborna i jego współpracowników wchodziły fitoaleksyny oraz inne problemy ekologii biochemicznej, np. biochemia zapylania.

## Publikacje (wybór)
Wykaz opublikowanych prac naukowych J. Harborna obejmuje ponad 400 pozycji, w tym 30 książek (autorstwo, współautorstwo lub redakcja), m.in.:

- 1967 – Comparative biochemistryy of the flavonoids
- 1969 – Perspectives in phytochemistry. Proceedings of the Phytochemical Society symposium, Cambridge, kwiecień 1968
- 1972 – Phytochemical ecology. Proceedings of the Phytochemical Society symposium, Royal Holloway College
- 1975 – A Joint International Symposium on the Biology and Chemistry of the Compositae
- 1975 – The Flavonoids, Part 2
- 1977 – The Biology and Chemistry of the Compositae, vol. I + II
- 1982 – Flavonoids: Advances in Research
- 1977, 1982, 1988, 1993, 1994 – Introduction to Ecological Biochemistry (dodatkowo wydania obcojęzyczne)
- 1989 – Plant Chemistry
- 1990 – Carbohydrates: Volume 2
- 1990 – Methods in Plant Biochemistry
- 1993 – The Flavonoids Advances in Research Since 1986
- 1997 – Molecular Biology w serii Plant Biochemistry
- 1998 – Phytochemical Dictionary: A Handbook of Bioactive Compounds from Plants, Second Edition
- 1998 – Phytochemical Methods a Guide to Modern Techniques of Plant Analysis.

## Działalność wydawnicza
Do aktywności wydawniczej namówił J. Harborna przyjaciel, Tony Swain, założyciel  czasopism Phytochemistry i Biochemical Systematics and Ecology. Działalność rozpoczął od wydania kilku książek. W roku 1968 został współpracownikiem Swaina w redakcji Phytochemistry. Współredagował z nim to czasopismo w latach 1972–1987, a po jego śmierci (1987) pełnił funkcję redaktora naczelnego do roku 1998. Był ponadto członkiem kolegium redakcyjnego Biochemical Systematics and Ecology oraz założycielem i wydawcą czasopisma Phytochemical Analysis (przez kilka lat przewodniczącym zespołu redakcyjnego).
Jeffrey Harborne był również wydawcą słownika fotochemicznego, podręcznika biochemii roślin i innych specjalistycznych opracowań, np. materiałów konferencyjnych Phytochemical Society of Europe i Phytochemical Society of North America. 
W latach 80. Prakash Dey z Royal Holloway University of London zaproponował mu wspólne wydawanie obszernej pracy Methods in plant biochemistry (ukazało się 9 tomów tej serii).

## Wyróżnienia i upamiętnienie
Jeffrey Harborne otrzymał:
- 1985 – Złoty Medal Towarzystwa Linneuszowskiego w Londynie,
- 1986 – Srebrny Medal Phytochemical Society of Europe,
- 1993 – Srebrny Medal International Society of Chemical Ecology,
- 1993 – Pergamon Phytochemistry Prize for Creativity in Plant Biochemistry.

Został członkiem Royal Society (FRS) w roku 1995.
Wyrazem uznania dla jego dorobku jest również publikacja Contributions of Jeffrey Harborne and co-workers to the study of anthocyanins, która ukazała się w Phytochemistry w roku 2001. W roku 2003 wydano specjalny numer czasopisma – Special issue in memory of Professor Jeffrey Barry Harborne, FRS (1928–2002).

## Życie osobiste
Jeffrey Harborne był człowiekiem o rozległych zainteresowaniach – zamiłowanym czytelnikiem m.in. biografii i książek z dziedziny muzyki i sztuki; chętnie odwiedzał galerie sztuki, fotografował, grał na klarnecie. Był silnie związany z tradycją anglikańską (odgrywał ważną rolę w Christ Church Reading).
Ożenił się w Bristolu, w roku 1953, z Jean Charlotte Buchanan, córką Johna Buchanana – fizyka (w młodości – studenta Lorda Kelvina w Glasgow), związanego z University College London i Gordon’s College, Aberdeen. Mieli dwóch synów. Alana Jeffreya (ur. 14 sierpnia 1954), który został neurologiem, zatrudnionym w administracji, oraz młodszego, Dereka Jeremy'ego (ur. 14 sierpnia 1958) – konsultanta w zakresie medycyny ratunkowej (zob. szpitalny oddział ratunkowy). 
Po odejściu na emeryturę zawodową aktywność J.B. Harborna częściowo ograniczyła choroba nerek, jednak nawet w czasie hospitalizacji w roku 2002 nadal pracował, przygotowując kolejne wydanie Methods in plant biochemistry. Pracy tej nie zakończył. Książka została ukończona i ukazała się pośmiertnie dzięki staraniom Christine Williams, wieloletniej współpracowniczki J.B. Harborna (od czasu pracy w Liverpoolu). Jej, oraz drugiej współpracowniczce – Renée Grayer – J.B. Harborne zawdzięczał część swoich sukcesów. 
Żona Jeffreya Harborna, Jean Charlotte, od urodzenia pierwszego syna cierpiała na schizofrenię. Biograf J.B. Harborna, John N. Prebble, przypuszcza, że znaczne emocjonalne obciążenie, związane z opieką nad chorą, było jedną z przyczyn jego wielkiej aktywności w pracy naukowej (zob. pracoholizm a stres).